# Didogobius schlieweni
Didogobius schlieweni és una espècie de peix de la família dels gòbids i de l'ordre dels perciformes.

## Hàbitat
És un peix marí i demersal.

## Distribució geogràfica
Es troba a la mar Mediterrània.

## Observacions
És inofensiu per als humans.